# Itamaracá
Itamaracá este un oraș în Pernambuco (PE), Brazilia.